# Aguirre, furore di Dio
Aguirre, furore di Dio (Aguirre, der Zorn Gottes) è un film del 1972 scritto e diretto da Werner Herzog e interpretato da Klaus Kinski. È uno dei film più famosi e importanti del regista.
La storia ha luogo nel XVI secolo e racconta di una spedizione di conquistadores spagnoli guidati da Lope de Aguirre che discendono, a bordo di zattere, il Rio delle Amazzoni, in cerca della leggendaria città di El Dorado. Questa spedizione ebbe realmente luogo ma Herzog ha rielaborato liberamente i fatti storici, ispirandosi anche alle memorie di Gaspar de Carvajal, il frate del film, il quale in realtà non prese parte alla spedizione. È uno dei 100 migliori film di tutti i tempi secondo la rivista Time.

## Trama
Nel dicembre 1560 una spedizione di conquistadores, guidata da Gonzalo Pizarro, si apre faticosamente la strada nella foresta amazzonica alla ricerca del mitico El Dorado. L'ultimo giorno dell'anno il gruppo è bloccato nella giungla e a corto di viveri. Pizarro decide di mandare i suoi 40 migliori uomini a discendere il fiume con delle zattere, per cercare di racimolare viveri e di trovare la posizione dell'El Dorado. La spedizione è guidata da Don Pedro de Ursúa e ne fanno parte, tra gli altri, l'ambiguo e violento Lope de Aguirre, il frate Gaspar de Carvajal (che tiene un diario dell'impresa), il nobile Don Fernando de Guzman e due donne: la moglie di Ursúa, Inez, e la figlia di Aguirre, Flores.
La spedizione, costituita da un certo numero di zattere con a bordo i 40 spagnoli e gli schiavi indios che li accompagnano, parte il 4 gennaio e se non tornerà entro una settimana sarà considerata persa. Dopo due giorni riescono ad accostare e ad accamparsi sulla riva, ma una delle tre zattere viene bloccata da un gorgo sull'altro lato del fiume e gli occupanti di questa vengono uccisi durante la notte. Gli uomini si rendono quindi conto di essere circondati dagli indios. Come se non bastasse la notte successiva il fiume, gonfiandosi, trascina via le zattere.
Viste le gravi avversità incontrate, Ursúa decide di tornare da Pizarro via terra ma la maggior parte degli uomini, con Aguirre in testa, non vogliono ubbidire e si ribellano; Ursúa viene ferito e imprigionato. Aguirre prepara una dichiarazione scritta che afferma la loro ribellione all'imperatore e fa eleggere nuovo imperatore Don Fernando de Guzman (abbastanza riluttante), mentre egli stesso acquista il rango di comandante. Viene indetto un processo-farsa per sbarazzarsi di Ursúa ma, nonostante egli venga condannato, il nuovo "imperatore" Guzman decide di salvargli la vita.

Viene costruita una nuova grande zattera e il 12 gennaio riparte la navigazione, con l'intento di trovare l'El Dorado e di prenderne possesso. Il gruppo trova un villaggio indios abbandonato pieno di cibo, ma quando capiscono che è un villaggio di cannibali fuggono in fretta e furia. Qualche giorno dopo uno degli uomini viene ucciso da un dardo avvelenato, ma il nemico resta invisibile nella giungla. Più avanti due indios si avvicinano con una canoa alla zattera; credono che gli spagnoli siano i "figli del sole" annunciati da una profezia. Il frate offre loro una Bibbia, dicendo che contiene la parola di Dio. La reazione dell'indio (dice che il libro non parla) fa infuriare gli spagnoli e i due vengono uccisi. Questo è il commento del frate: 

Il viaggio continua. L'imperatore (che inizia a entrare nel ruolo) si concede banchetti a base di pesce e frutta, mentre l'equipaggio deve accontentarsi di pochi chicchi di mais. A un certo punto l'imperatore viene trovato morto e Aguirre ne approfitta per liberarsi finalmente di Ursúa. Il gruppo sostiene una battaglia con degli indios nella quale perdono la vita alcuni soldati. Subito dopo Inez si incammina stoicamente verso la giungla dove sparisce. L'incurante Aguirre fa uccidere un soldato che progettava di fuggire e fa un discorso in cui dà chiari segni di squilibrio mentale. 
La navigazione riprende. Ormai non c'è più cibo, tutti hanno la febbre e iniziano ad avere allucinazioni. A uno a uno tutti gli uomini vengono uccisi dalle lance e dalle frecce degli indios, sempre invisibili. Per ultima viene uccisa Flores e la zattera viene invasa dalle scimmie. Aguirre è l'unico sopravvissuto e ormai completamente folle, grida a una di esse la propria certezza di conquista.

## Temi e stile
Il film inaugura la fortunata collaborazione cinematografica del regista con l'attore Klaus Kinski, che, nonostante i furiosi litigi e le difficoltà di produzione che la contraddistinsero, portò i due a collaborare in cinque film divenuti pietre miliari del cinema degli anni '70 e '80.
Nella pellicola la natura assume un ruolo predominante e soverchiante, esemplificato dalle prime scene: la spedizione discende dalle montagne, in un'ambientazione quasi onirica e avvolta nelle nubi, ma si ritrova ben presto a procedere troppo lentamente, evidentemente sprovvista dei mezzi per affrontare un viaggio nel bel mezzo della giungla, e rischia di impantanarsi nel tentativo di portarsi appresso cavalli, cannoni e addirittura le eleganti portantine delle dame castigliane al seguito. Per tutto il resto del film la spedizione avrà un ruolo conflittuale con l'ambiente che vuole soggiogare, rappresentato di volta in volta dai gorghi del fiume, dalle frecce degli indigeni, dalle malattie. La regia dal taglio quasi documentaristico di Herzog (che nella sua carriera girò anche numerosi documentari) è un elemento stilistico caratteristico del regista, e in questo caso permette la completa immersione della narrazione e dello spettatore nel contesto, che viene rappresentato con uno stile pulito e iperrealistico, in cui le azioni dei personaggi non riescono mai a togliere spazio a un'ambientazione soverchiante e onnipresente.
Il controllo che i personaggi hanno sull'ambiente circostante sembra ridursi nel protrarsi della spedizione. I rari animali presenti nel film presentano un'evoluzione indicativa: verso l'inizio del film Aguirre può mostrare divertito un cucciolo di bradipo che si abbandona placido nelle sue mani; man mano che la spedizione decade nell'immoralità e nella pazzia, tuttavia, anche il cavallo che la accompagna sembra volersi distaccare da questa discesa verso una fine annunciata, e viene abbandonato sulla riva; infine, la natura prende simbolicamente possesso della derelitta zattera, e del suo ormai moribondo equipaggio, nell'enigmatica scena finale con le innumerevoli scimmie che sembrano comparse dal nulla (forse un'ultima allucinazione di Aguirre).
Dal punto di vista morale, la discesa in territori sempre più remoti e inesplorati accompagna la caduta della spedizione e dello stesso protagonista Aguirre verso un'avidità sempre maggiore e allo stesso tempo verso uno scollamento dalla realtà che sfocia infine nella pazzia. Il viaggio si tramuta chiaramente in un percorso che richiama elementi epici e tragici, in cui ogni sovrastruttura umana (la religione, la politica, la nobiltà) perde progressivamente di senso via via che il gruppo degrada nella decadenza morale, e via via che vengono messe in discussione le necessità più basilari della natura umana. Questo percorso di decadimento inizia con l'ammutinamento del gruppo al capitano designato Don Pedro de Ursúa e con la proclamazione di un improbabile "Impero di El Dorado", e prosegue man mano che le aspettative sul ritrovamento di enormi ricchezze vengono di giorno in giorno disattese (nello stesso momento in cui, al contrario, il numero degli avventurieri si riduce sempre di più sotto la pressione delle forze della natura). 
Personaggio molto emblematico in questo senso, tanto da diventare grottesco, è quello di Don Fernando de Guzman, che viene scelto quasi controvoglia come "Imperatore di El Dorado" e che all'inizio riconosce la ridicolezza della sua carica (stupendosi nel trovarsi di fronte un improvvisato trono di velluto e mettendosi a piangere quando vi si siede). L'evoluzione del personaggio vede questi sprazzi di razionalità lasciare il posto a un'illusione sempre più delirante, prima quando accetta di presiedere un improbabile primo tribunale dell'impero e condanna a morte il precedente capitano Don Pedro (per poi però graziarlo, in un ultimo atto di ragionevolezza, o di paura per la gravità delle sue azioni), e infine quando, completamente disconnesso dalla realtà, proclama gli indefiniti confini del suo regno guardando le opposte rive del fiume e affermando che "il nuovo impero è già sei volte più grande della Spagna". Poco dopo, sovrastato dalla distanza tra i suoi deliri di onnipotenza e quella che ancora riesce a riconoscere come la realtà (ossia che la spedizione è perduta e vaga alla deriva), Don Fernando viene trovato morto. 
Un'evoluzione analoga e ancora più sconnessa dalla realtà è quella di Aguirre, vero artefice del disastro della spedizione, che si vede sopraffare dalla pazzia quando lentamente capisce di aver perso la sua scommessa (ossia proseguire nell'esplorazione della giungla, anche quando sarebbe stato troppo tardi per tornare indietro, nella speranza di raggiungere il luogo pieno di ricchezze che sembrava così vicino, così come Cortés aveva fatto anni prima nella conquista dell'Impero azteco). Il suo delirio di onnipotenza emerge manifestamente nell'iconica scena in cui egli si proclama "il furore di Dio", in cui pretende che "gli uccelli cadano stecchiti dagli alberi" al suo volere, e in cui promette infinite ricchezze a quanti continueranno a seguirlo e supplizi orrendi a chi lo tradirà. La sua pazzia non lo abbandonerà fino al momento della morte sulla zattera, in cui in preda al delirio farnetica sulla nuova dinastia che ha intenzione di fondare unendosi a sua figlia (morta tra le sue braccia poco prima). Al termine di questa scena l'inquietante colonna sonora che aveva fatto da sottofondo al delirio del protagonista lascia il posto alla musica estatica e luminosa dei Popol Vuh, che non a caso ha accompagnato la scena iniziale del film e che ciclicamente lo conclude. Questa musica dai toni sacrali, esemplificazione del potere incontrastato e puro della natura, designa il ripristinarsi di un equilibrio in precedenza violato dai conquistadores e ora ritrovato con la morte dell'ultimo di essi, Aguirre, che appare per l'ultima volta, lontano e barcollante, in una lunga carrellata circolare attorno alla zattera.
Tra i pochi personaggi che sembrano accorgersi di questa involuzione e cercano di sottrarvisi vi sono Don Pedro de Ursúa e sua moglie Inez. Il primo appare però sempre inefficace in ogni sua opposizione, ed è un personaggio caratterizzato dall'inazione e da una costante espressione monocorde e passiva. Durante il processo, il suo ostinato silenzio di fronte alle accuse rivoltegli è rotto, alla fine, solo da Inez. Don Pedro rappresenta la parte più razionale del gruppo, insiste per tornare indietro finché ce n'è ancora la possibilità, ma risulta fatalmente inascoltato e alla fine, completamente disilluso, subisce passivamente gli avvenimenti fino alla sua morte. Inez è invece l'unica che, riconosciuto il destino fatale della spedizione, trova la dignità e il coraggio di ritornare artefice della propria sorte, cogliendo la prima occasione utile per inoltrarsi nella foresta e andando così incontro a un destino sconosciuto anche allo spettatore. Vittime del destino e della follia collettiva risultano ancora Flores, la figlia di Aguirre, che segue ingenuamente il gruppo senza (al contrario di Inez) aver la forza di sottrarvisi, e trova infine la morte, e Baldazar, principe indigeno ridotto in schiavitù dagli spagnoli, che appare fin da subito consapevole che nessun membro della spedizione uscirà vivo da quella foresta e per questo "prova pietà" per i suoi aguzzini.
Figura quanto mai emblematica e ambigua è quella del frate Gaspar de Carvajal, autore del resoconto di viaggio e voce fuori campo della storia. Il personaggio mostra di non riuscire a resistere al delirio di onnipotenza collettivo, e appare come una figura essenzialmente negativa: si adegua al nuovo potere istituito dopo l'ammutinamento, prima rifiutando di ascoltare le suppliche di aiuto di Inez, che lo considera la loro ultima speranza, e poi accettando addirittura di presiedere il primo tribunale del nuovo sedicente impero. Successivamente il frate si dimostra estremamente zelante nella sua volontà di evangelizzare anche forzatamente gli indigeni (arrivando a ucciderli quando le incomprensioni di uno di loro vengono interpretate come una bestemmia), ma manifesta anche una malcelata avidità al pensiero di sostituire la sua umile croce con una forgiata con l'oro di El Dorado. Risulta dunque, per la sua avidità e la sua ottusità, moralmente non meno depravato rispetto ai suoi compagni di sventura, e nonostante l'autorevolezza della sua voce non accennerà mai a contrastare il delirio collettivo che porterà alla morte di tutti. Conserva però fino all'ultimo un minimo di razionalità, riconoscendo la fine imminente della spedizione, ormai ridotta a pochi uomini barcollanti, senza però riuscire a smuovere Aguirre, al contrario rimasto immerso fino alla fine nei suoi deliri.

## Produzione
L'idea del film venne a Herzog quando un amico gli prestò un libro di avventure storiche. Dopo aver letto una mezza pagina su Lope de Aguirre venne ispirato e iniziò subito a progettare la storia. Inventò buona parte della trama e dei personaggi, anche se inserì alcune figure storiche in modo libero.

### Sceneggiatura
Herzog scrisse la sceneggiatura "di getto", impiegandoci solo due giorni e mezzo. Buona parte di essa venne scritta durante un viaggio in autobus di 200 miglia con la sua squadra di calcio. Durante il viaggio, dopo una partita vinta, i suoi compagni si ubriacarono e uno di loro vomitò su diverse pagine del manoscritto, rovinandole irrimediabilmente. Herzog le buttò fuori dal finestrino e afferma di non ricordare cosa avesse scritto su quelle pagine.
La sceneggiatura fu girata più o meno come era scritta, senza l'uso di storyboard, con alcune piccole differenze. Nella scena in cui Pizarro dà a Ursúa le istruzioni per la spedizione sul fiume, nella sceneggiatura Pizarro menziona la possibilità che gli esploratori scoprano qualcosa sulla spedizione di Francisco de Orellana, scomparsa nel nulla diversi anni prima. Più avanti, nella sceneggiatura, Aguirre e i suoi uomini trovano una barca con i resti di alcuni dei soldati di Orellana; in seguito, scoprono un'altra nave incagliata tra gli alberi, la esplorano ma non trovano resti di uomini. Herzog eliminò poi ogni riferimento a Orellana nel film. Rimane la sequenza della nave incagliata tra i rami degli alberi, ma da come è presentata potrebbe essere solo un'allucinazione.
Il finale fu notevolmente cambiato rispetto alla sceneggiatura originale. Il regista ha affermato: "Ricordo solo che la fine del film era completamente diversa. Finiva con la zattera che arrivava nell'oceano e veniva poi respinta indietro, poiché per molte miglia c'è una contro-corrente, il Rio delle Amazzoni va all'indietro. Veniva spinta avanti e indietro, e un pappagallo gridava: "El Dorado, El Dorado"...".
La scena iniziale, invece, doveva essere ambientata su un altissimo ghiacciaio, con centinaia di maiali che venivano fatti scendere lungo la montagna dai conquistadores, ma la scena venne scartata perché sarebbe stata troppo difficile da realizzare.

### Herzog e Kinski
Il film segna l'inizio del sodalizio tra Herzog e Klaus Kinski, suo "attore-feticcio", con il quale ha girato altri quattro film e al quale ha dedicato, dopo la morte dell'attore, il documentario Kinski, il mio nemico più caro. Con questo film hanno anche inizio i violenti litigi tra i due; loro stessi raccontarono che il regista arrivò a minacciare di uccidere Kinski e sé stesso, quando l'attore espresse la volontà di abbandonare la lavorazione del film.

### Riprese
Il film fu girato con soli 370 000 dollari, dei quali un terzo era la paga di Kinski. La troupe era formata da sole otto persone. La macchina da presa usata per il film fu rubata da Herzog alla scuola di cinema di Monaco. Le riprese furono particolarmente difficili e pericolose; durarono cinque settimane, tra il 31 dicembre 1971 e il 24 febbraio del 1972 (dopo nove mesi di pre-produzione) ed ebbero luogo in Perù, nella foresta amazzonica della regione Ucayali e sui fiumi Huallaga e Nanay (scena finale con le scimmie), affluenti del Rio delle Amazzoni, poi Huayna Picchu, la montagna con la scena d'apertura, Machu Picchu e per le scene finali Cusco.
La navigazione avvenne su zattere costruite dai nativi. Il film fu girato in ordine cronologico, perché Herzog voleva che la maturazione del cast e della troupe lungo il viaggio riflettesse quella dei personaggi.
Stando a quello che Herzog ha scritto nel libro La conquista dell'inutile, dopo essere arrivato sul set con mucchi di attrezzature da montagna (non rassegnato all'idea che la scena iniziale sul ghiacciaio era stata eliminata), Klaus Kinski dichiarò di essere pronto a immergersi nella natura e che niente lo avrebbe scoraggiato. Dopo la prima notte di piogge, tuttavia, iniziarono le sue proverbiali sfuriate. Herzog allora fece costruire un tetto di foglie di palma sopra la sua tenda, ma anche così non fu sufficiente per Kinski, che si trasferì furibondo all'hotel "Machu Picchu" (con solo otto stanze all'epoca) dove notte dopo notte, colto dagli attacchi di ira, si sfogava sovente sulla moglie vietnamita, trascinandola per i capelli e sbattendola contro le pareti. Herzog scrive che dovettero corrompere il direttore dell'albergo per impedire che Kinski fosse cacciato, e che il produttore Walter Saxer si occupava di pulire il sangue dalla stanza.
Tutti gli attori recitarono in inglese. I membri del cast e della troupe venivano da sedici paesi diversi e l'inglese era l'unico possibile linguaggio comune; inoltre Herzog sperava che girare il film in inglese ne facilitasse la distribuzione internazionale. Ma il responsabile della post-sincronizzazione fuggì dal Perù con la piccola somma di denaro messa da parte per quel procedimento. La traccia audio inglese fu poi sostituita da una traccia in tedesco di migliore qualità durante la post-produzione. Herzog afferma che Kinski chiese un milione di dollari per fare il doppiaggio in tedesco, così la sua parte fu doppiata da un altro attore.
Herzog pagò diverse persone del luogo per catturare le 400 scimmie utilizzate nel finale; diede loro metà della paga in anticipo e avrebbe dovuto completare il pagamento alla consegna, ma essi le vendettero a qualcuno a Miami o a Los Angeles. Herzog arrivò all'aeroporto appena prima che le scimmie fossero caricate su un aereo per essere portate fuori dal paese. Disse di essere un veterinario che doveva vaccinare gli animali prima della partenza; così caricò le scimmie sulla Jeep e le portò via, effettuò le riprese e poi le liberò nella giungla.

### Volo Lansa 508
Il 23 dicembre 1971 una troupe avrebbe dovuto partire da Lima per Pucallpa per filmare nella giungla peruviana, ma per le sfavorevoli condizioni meteorologiche, tutti i voli furono cancellati. Il giorno seguente per quella rotta fu organizzato un unico volo della società LANSA. Essendo sovraffollato, il regista Herzog con la troupe fu costretto a desistere. Fu per loro la salvezza: l'aereo precipitò nella foresta a causa di un fulmine che aveva messo fuori uso un motore e poi un'ala. I morti furono 91 con una sola sopravvissuta: la futura biologa Juliane Koepcke , all'epoca diciassettenne.

## Accoglienza
Aguirre era stato in parte finanziato dall'emittente televisiva tedesca Hessischer Rundfunk, che trasmise il film lo stesso giorno in cui uscì nei cinema in Germania, il 29 dicembre 1972. Herzog ha lamentato questo fatto come la causa dello scarso successo commerciale del film in Germania.
Nonostante questo Aguirre ebbe un grande successo di critica e acquistò la fama di cult movie. Venne premiato ai Deutscher Filmpreis del 1973 per la miglior fotografia; nel 1976, invece, venne premiato dal sindacato francese dei critici cinematografici come miglior film straniero e ottenne una nomination per il premio César, sempre come miglior film straniero. Nel 1977 ricevette il premio per la miglior fotografia dall'associazione nazionale dei critici cinematografici degli Stati Uniti (NSFC).
È uno dei 100 migliori film di tutti i tempi secondo la rivista Time ed è il 46º dei "Top cult movies" secondo Entertainment Weekly.
Francis Ford Coppola ha dichiarato di essersi ispirato ad Aguirre per la realizzazione di Apocalypse Now e secondo alcuni critici ha avuto un'importante influenza anche sul regista Terrence Malick.

## Distribuzione
In Italia il film fu proposto su piccolo schermo nel 1979, sulla scia del successo cinematografico di Nosferatu, il principe della notte. Infatti i due film sono stati realizzati dallo stesso regista, con gli stessi interpreti ed esecutori della colonna sonora. In DVD è stato pubblicato dalla Ripley's Home Video con La ballata del piccolo soldato.